# Jean-Joseph Weerts

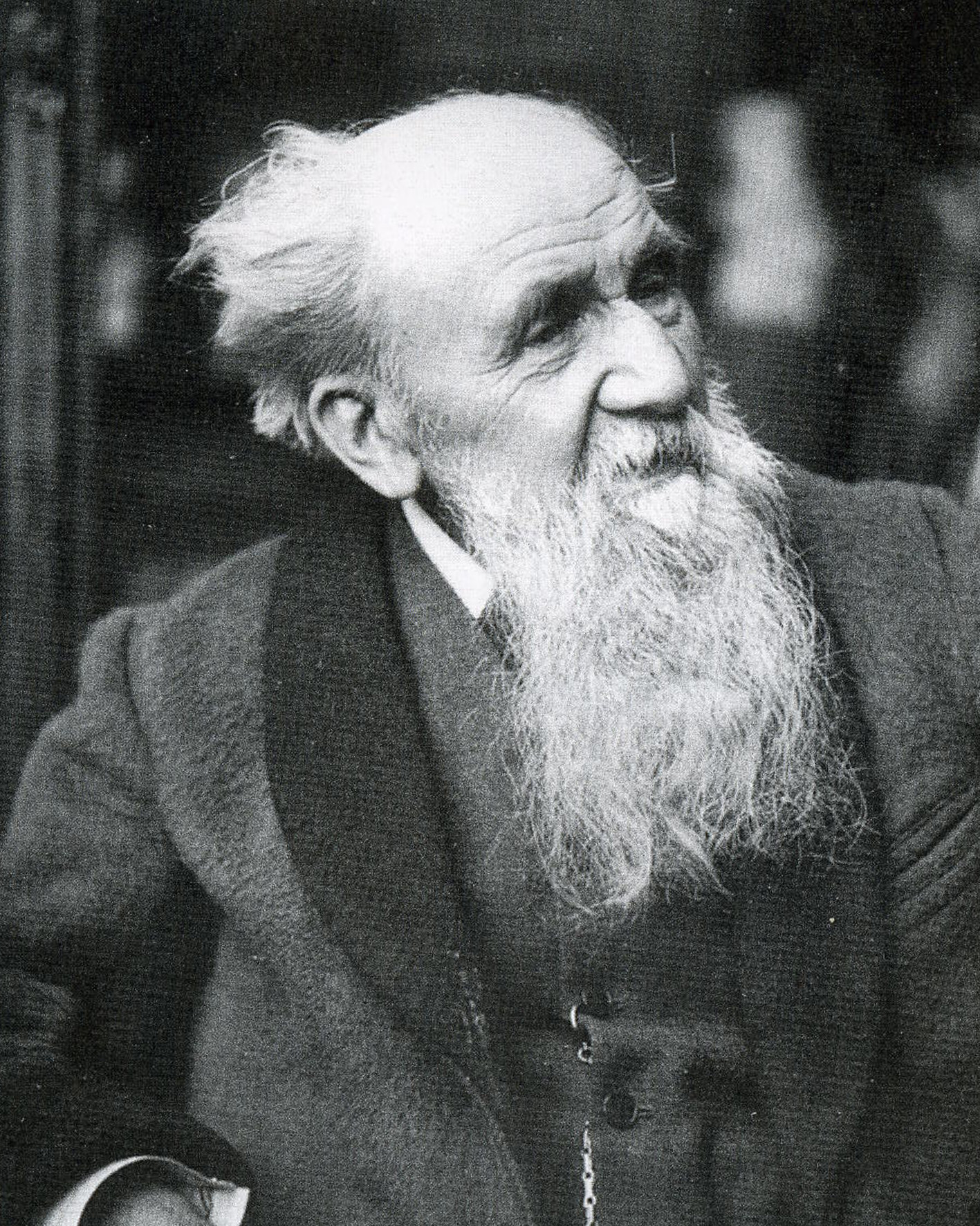
Jean-Joseph Weerts

Jean-Joseph Weerts (* 1. Mai 1846 in Roubaix; † 28. Januar 1927 in Paris) war ein akademischer französischer Maler belgischer Abstammung.

## Biografie
Ersten Zeichenunterricht erhielt Weerts von seinem Vater gleichen Namens (1807–1883), einem Maschinenbauer. Ab 1858 besuchte er die Académie des Beaux-arts de Roubaix und schrieb sich 1867 an der Staatlichen Hochschule der Schönen Künste Paris ein. Dort arbeitete er in den Studios von Alexandre Cabanel und Isidore Pils.

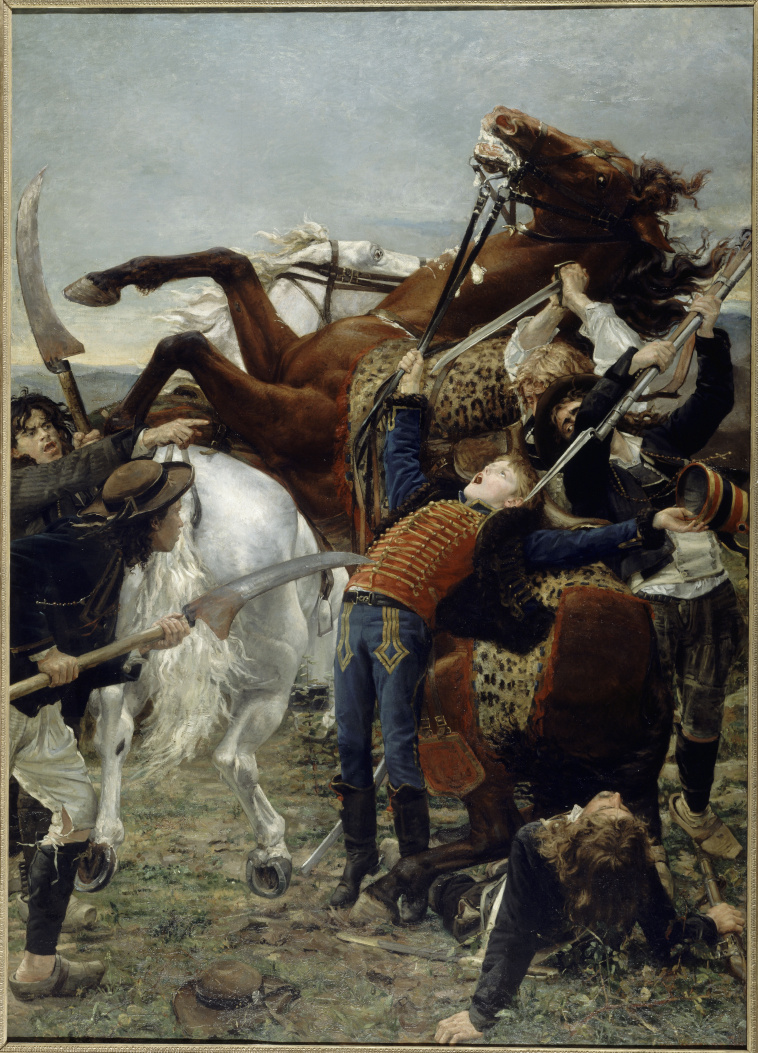
Der Tod des Bara

Sein Werk umfasst rund 700 Gemälde mit vorwiegend historischen oder religiösen Themen aber auch Porträts wie das Bildnis des Generals Freedericky, das 1905 auf der Internationalen Kunstausstellung im königlichen Glaspalast in München ausgestellt wurde. Für Der Tod des Bara wurde er 1884 zum Ritter und 1914 zum Kommandeur der Ehrenlegion ernannt.
Sein Grab befindet sich auf dem Friedhof Père-Lachaise in Paris.